# Poul F. Hansen
Poul Frank Hansen (3. juni 1949 i Hornslet – 2. april 2010) var en dansk journalist og kandidat til Folketinget og Europa-Parlamentet for Venstre.
Hansen blev uddannet exam.art. i russisk fra Aarhus Universitet i 1970 og phil.cand. i historie og økonomisk historie fra Stockholms universitet i 1974. 
Han blev som nyuddannet ansat som tolk i Stansaab AB og i 1976 blev han leder af Stansaab/Datasaabs kontor i Moskva.[kilde mangler] I 1979 blev han chef for De Danske Sukkerfabrikkers kontor i Moskva, men i 1982 skiftede han til journalistikken og blev korrespondent. Først skrev han for Dagbladet Information, senere for Politiken og Ekstra Bladet. I 1989 blev han TV 2's Moskva-korrespondent, men vekslede i 1992 til DR, hvor han i første omgang var redaktør og fra 1994 Moskva-korrespondent for TV-Avisen og Søndagsmagasinet. Han vendte i 1999 hjem til Danmark og blev journalist på udlandsredaktionen i DR, dog kun til 2004, hvor han vendte tilbage til jobbet som stationens korrespondent i Rusland. Denne gang afløst han journalistægteparret Henrik Lerche og Susan Hoffmann. Her rapporterede han blandt fra terrorangrebet i Beslan i Nordossetien, hvor 321 skolebørn blev dræbt.
Grundet besparelser lukkede DR sin Moskva-redaktion i 2007, og Poul F. Hansen vendte hjem til en stilling som reporter på udlandsredaktionen. Han var han dog kun kortvarigt, idet det senere på året blev kendt, at han var folketingskandidat for Venstre i Brønshøjkredsen. Efter at have været flyttet til trafikredaktionen blev Poul F. Hansen fyret som led i endnu en sparerunde i DR i september 2007.
Privat var Poul F. Hansen bosat i Faxe Ladeplads. Han døde efter længere tids sygdom.